# Cratere Korolev (Marte)
Korolev  è un cratere sulla superficie di Marte. È situato vicino al polo nord marziano ed è ricoperto tutto l'anno di uno spesso strato di ghiaccio d'acqua. Il cratere è intitolato all'ingegnere missilistico Sergei Korolev, personalità di rilievo nell'ambito del programma spaziale sovietico che nella prima fase prevalse sugli Stati Uniti lanciando in orbita il satellite Sputnik 1 e in seguito il cosmonauta Yuri Gagarin.